# Lorenzo Patané
Lorenzo Patané (* 20. November 1976 in Catania) ist ein in Deutschland tätiger Schauspieler italienischer Abstammung.

## Leben
Patané ist Sohn sizilianischer Eltern, lebt jedoch seit frühester Kindheit in Deutschland. Seine Jugend verbrachte er in Frankfurt am Main, Stuttgart und im Chiemgau. Dort besuchte er eine Waldorfschule und sammelte beim Theaterspiel in der Schule erste praktische Erfahrungen.
Nach Abbruch des Abiturs versuchte sich Patané zunächst an einem Hochschulstudium in Modedesign. Dieses Studium brach er zugunsten der Schauspielerei ab und begann eine Ausbildung an der Stuttgarter Schauspielschule Manfred Riedel (seither Schauspielschule Live Act). Schon während dieser Ausbildung spielte Patané kleinere Rollen in unterschiedlichen Kurzfilmen. Nebenbei war er in mehreren kleineren Theaterrollen zu sehen. Wegen seines Fernsehdebüts in der deutschen Fernsehserie Ein Fall für Zwei verließ er die Schauspielschule vorzeitig. Einem breiteren Publikum wurde er vor allem durch die Telenovela Sturm der Liebe bekannt, in der er in den Staffeln 2 und 6 die männliche Hauptrolle des Spitzenkochs Robert Saalfeld spielte. Unter der Regie von Ridley Scott hatte Patané einen kurzen Auftritt  in dem Kinofilm All the money in the world. Im Jahr 2018 hatte er einen kurzen Auftritt als Carabiniere im Tatort: Kopper und als Filmproduzent im Tatort: Meta.
Patané besitzt gemeinsam mit seiner Mutter ein italienisches Restaurant und Weinlokal in Stuttgart. Patané ist seit 2017 mit einer Italienerin verheiratet, die er im Jahr 2008 kennengelernt hatte.

## Filmografie
- 1999: Ein Fall für zwei (Fernsehserie, 1 Folge)
- 2001: Fabrixx (Fernsehserie, 1 Folge)
- 2004: Verflixte Begegnung im Mondschein
- 2005–2007, 2010–2011, 2017, 2018–2023: Sturm der Liebe (Telenovela)
- 2008: Agrodolce (dt. bittersüß; Seifenoper bei RAI 3)
- 2008: Harry & Bo[9]
- 2012: Kubrick – Una Storia Porno (Fernsehserie, 3 Folgen)
- 2013: L' Ultimo Weekend
- 2013: Selene
- 2014: Child K
- 2014: Il Candidato (Fernsehserie, 1 Folge)
- 2014: The Gypsy Angel
- 2016: Schnell wie der Wind
- 2016: In Guerra per Amore (Regie: Pierfrancesco Diliberto)
- 2017: Alles Geld der Welt
- 2018: Tatort: Kopper
- 2018: Tatort: Meta
- 2018: La promessa
- 2019: Memory Island
- 2021: Wer weiß denn sowas? (Quizshow)

### Theater
- 2001: Viel Lärm um nichts
- 2002: Fisch und Fisch
- 2004: Die Stunde, da wir nichts voneinander wussten
- 2004: Viel Lärm um nichts
- 2005/2006: Was ihr wollt
- 2009: Mondscheintarif